# Arnd von Raesfeld
Arnd von Raesfeld (auch Arnold genannt) (* 30. April 1514; † im 16. Jahrhundert) war Domherr in Münster.

## Leben

### Herkunft und Familie
Arnd von Raesfeld entstammte dem westfälischen Adelsgeschlecht von Raesfeld, aus dem zahlreiche namhafte Persönlichkeiten hervorgegangen sind, die dem katholischen Glauben angehörten. Er war der Sohn des Arnd von Raesfeld zu Hameren (* 1479, † 1567) und dessen Gemahlin Petronella von Merveldt († 1534). Seine Geschwister waren
Bernhard von Raesfeld (Fürstbischof von Münster), die münsterschen Domherren Gottfried, Heinrich, Bitter und Dietrich Franz, Johann (* 1509, ⚭ Katharina von dem Berge), Anna (* 1510, Nonne zu Überwasser), Bertra (1512–1548, ⚭ Wilhelm von Büren), Elisabeth (* 1515, Kanonisse in Recklinghausen), Goswin (* 1518, ⚭ Elisabeth von dem Berge, Schwester seiner Schwägerin Katharina), Ludger (* 1526–1503, Drost zu Wolbeck und Sassenberg) und Franz (* 1528, Domherr zu Mainz und Osnabrück).

### Wirken
Im Jahre 1528 erhielt Arnd vom Bischof Friedrich nach dem Tode von Johannes Kock die Propstei Grothusen in Friesland. Mit päpstlicher Zustimmung nahm er im August 1531 Besitz von der Dompräbende des Heinrich von Guntersberg. Dieser erhielt als Gegenleistung eine Jahresrente von 36 rheinischen Goldgulden. Arnd war Mitglied des Billerbecker Kalands, der sich um die Unterstützung Bedürftiger und Hilfloser kümmerte. Ob er vor dem 13. Februar 1536 verzichtete oder starb, ist nicht belegt. Papst Paul III. hatte am 1. Februar 1535 in einer Bulle die Abtretung an seinen Bruder Heinrich erlaubt und dabei die Rente auf 20 Goldgulden herabgesetzt. Dieser beauftragte mehrere Bevollmächtigte an der Kurie, gegen die Entscheidung des Papstes, Heinrich von Münster hierfür vorzusehen, zu klagen. Er konnte sich aber nicht durchsetzen.